# 特种部队系列
《特種部隊》（英語：G.I. Joe）是一個美國跨媒體製作，也是玩具公司孩之寶旗下的一系列可動人偶。最初的產品代表著美國軍隊的四個軍種：士兵人偶（美國陸軍）、水兵人偶（美國海軍）、飛行員人偶（美國空軍）、海軍陸戰隊人偶（美國海軍陸戰隊）。特種部隊系列的發展催生了「可動人偶」一詞，亦使其成為美國玩具界中的一個標誌。“G.I. Joe”这一表述本身为对美军士兵的代称（衍生自“G.I.”）。

## 媒體作品

### 電視
- 《大英雄》（1983–1986）
- 《特種部隊（英语：G.I. Joe: A Real American Hero (1989 TV series)）》（1989–1992）
- 《G.I. Joe Extreme》（1995–1997）
- 《特種部隊：西格瑪6號（英语：G.I. Joe: Sigma 6）》（2005–2006）
- 《G.I. Joe: Resolute（英语：G.I. Joe: Resolute）》（2009）
- 《G.I. Joe: Renegades（英语：G.I. Joe: Renegades）》（2010–2011）

### 電影

#### 動畫電影
- 《G.I. Joe: The Movie（英语：G.I. Joe: The Movie）》（1987）
- 《G.I. Joe: Spy Troops（英语：G.I. Joe: Spy Troops）》（2003）
- 《G.I. Joe: Valor vs. Venom（英语：G.I. Joe: Valor vs. Venom）》（2004）
- 《G.I. Joe: Ninja Battles（英语：G.I. Joe: Ninja Battles）》（2004）

#### 真人電影
- 《特種部隊：眼鏡蛇的崛起》（2009）
- 《特種部隊2：正面對決》（2013）
- 《特種部隊：蛇眼之戰》（2021）